# Yasukazu Tanaka
Yasukazu Tanaka (15 giugno 1933) è un ex calciatore giapponese, di ruolo attaccante.